# Stazione di Glew
La stazione di Glew (Estación Glew in spagnolo) è una stazione ferroviaria della linea Roca situata nell'omonima città della provincia di Buenos Aires.

## Storia
La stazione fu aperta al traffico il 14 agosto 1865.